# رياح كونية
الرياح الكونية وتسمى أيضًا رياح المجرات، هي قوة كونية قوية يمكن أن تدفع الغبار بين النجوم من كثافة منخفضة إلى الفضاء بين المجرات. يحتوي على تركيبة أولية من الفوتونات التي يتم إخراجها من النجوم  ويمكن أن يحدث ذلك بسبب الحركة المدارية للغاز في مجموعة المجرة، أو يمكن طرده من ثقب أسود.
اكتشف علماء الفلك في إحدى المجرات التابعة لكوكبة الحوت ثقباً اسود عملاق، يولد رياحاً فضائية، تهب بسرعة 200 مليون كيلومتر في الساعة. وهي سرعة أقل من سرعة الضوء بمقدار 5 اضعاف فقط. وهي عبارة عن عواصف من الغاز والغبار الفضائيين.
يذكر ان ثقوباً سوداء توجد في وسط اية مجرة عملياً. وخلافاً للثقوب السوداء التي تنشأ مع موت النجوم فإن كتلة تلك الثقوب السوداء تزيد بملايين المرات عن كتلة شمسنا. وانها تبتلع من وقت إلى اخر النجوم وغيرها.
من الاجرام الفضائية وتقذف جزءاً من المادة المختطفة على شكل حزم من البلازما الساخنة تطير بسرعة تقارب سرعة الضوء.